# Charlie Lake, Ontario
Charlie Lake är en sjö i Algoma District i provinsen Ontario i den sydöstra delen av Kanada. Charlie Lake ligger 363 meter över havet. Sjön har sitt utlopp i väster och vattnet rinner vidare till Little Moon Lake. Charlie Lake tillhör Blind Rivers avrinningsområde.